# GeoPrevention
GeoPrevention est un ensemble de logiciels d'information géographique réalisé par une société française du même nom.
L'ensemble de la gamme GeoPrevention offre un ensemble d'outils cartographiques d'aide à la décision pour la prévention de la délinquance et l'analyse géo-criminelle.
Les progiciels ont été développés à partir d’une synthèse de travaux de recherches portant sur la géographie criminelle, la criminologie environnementale, la prévention situationnelle. Ils ont été enrichis et adaptés à la suite de plusieurs expériences en grandeur réelle,  menées en collaboration avec les Villes et la Police Nationale dans le cadre des Contrats Locaux de Sécurité (CLSPD).

## Progiciels
- GéoPrévention-Police (dédiée à la Police Nationale). Actuellement à la version 3.
- GéoPM - Police-Municipale : génération de cartes représentants les incidents constatés sur leur territoire.
- GéoPrévention-WEB : version dédiée aux  Préfectures, aux CLSPD/CISPD ...
- GéoPAD : outil nomade de saisie des faits...

## Articles et exemples d'applications concernant ces progiciels
Ce logiciel a fait l'objet de nombreux débats et articles de presse, notamment sur l'utilité et la justesse d'une cartographie de la délinquance.
- "Cartographie de la sécurité" (article de 01.net)
- "La délinquance suivie par ordinateur"
- "La Délinquance à la carte" (La Voix du Nord)

## Liens
- Site officiel du logiciel